# Glandirana
A Glandirana a kétéltűek (Amphibia) osztályába, valamint a békák (Anura) rendjébe és a valódi békafélék (Ranidae) családjába tartozó nem. Nevének jelentése: mirigyekkel teli, ami megjelenésére utal.

## Előfordulásuk
A nembe tartozó fajok Kelet-Ázsiában (Kína keleti részén, a Koreában, Japánban és feltehetőleg Oroszország Tengermelléki határterületén) honosak.

## Taxonómiai helyzete
A Glandirana nemet a Rana nemből választották le. A nemrégiben felfedezett Glandirana susurra kivételével a nembe tartozó összes faj eredetileg a Rana nembe tartozott. Ezek közül egyeseket a ma már a Glandirana szinonímájaként elismert Rugosa nembe helyezték. Korábban kétségbe vonták, hogy a nem monofiletikus csoportot alkot-e, de a legújabb molekuláris vizsgálatok igazolták ezt a tényt. Úgy tűnik, a Glandirana a Hylarana testvércsoportja.

## Rendszerezés
A nembe az alábbi fajok tartoznak:
- Glandirana emeljanovi (Nikolskii, 1913)
- Glandirana minima (Ting & T'sai, 1979)
- Glandirana rugosa (Temminck & Schlegel, 1838)
- Glandirana susurra (Sekiya, Miura & Ogata, 2012)
- Glandirana tientaiensis (Chang, 1933)